# Rhodolite

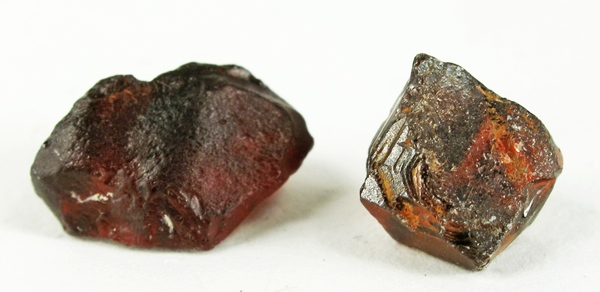
Rhodolites du Kenya

Le terme Rhodolite est une dénomination variétale pour un pyrope dont la couleur va du rose au rouge, c'est une espèce qui fait partie du groupe des grenats. Il se rencontre dans la vallée de Cowee (Comté de Macon, Caroline du Nord). Le nom, dérivé du grec, signifie semblable à la rose et on trouve le radical rhod- dans de nombreux autres types de minéraux roses (par exemple rhodochrosite, rhodonite), mais le terme rhodolite lui-même n'est pas reconnu officiellement en minéralogie. Cette coloration, avec le fait que les grenats de cette localité ne comportent généralement pas d'inclusions, a fait que la rhodolite est utilisée comme gemme semi-précieuse. Chimiquement, la rhodolite est un silicate de fer, de magnésium et d'aluminium, qui fait partie de la série de solutions solides pyrope-almandin, et elle a une composition approximative en grenat de Py70Al30.

## Notes et références

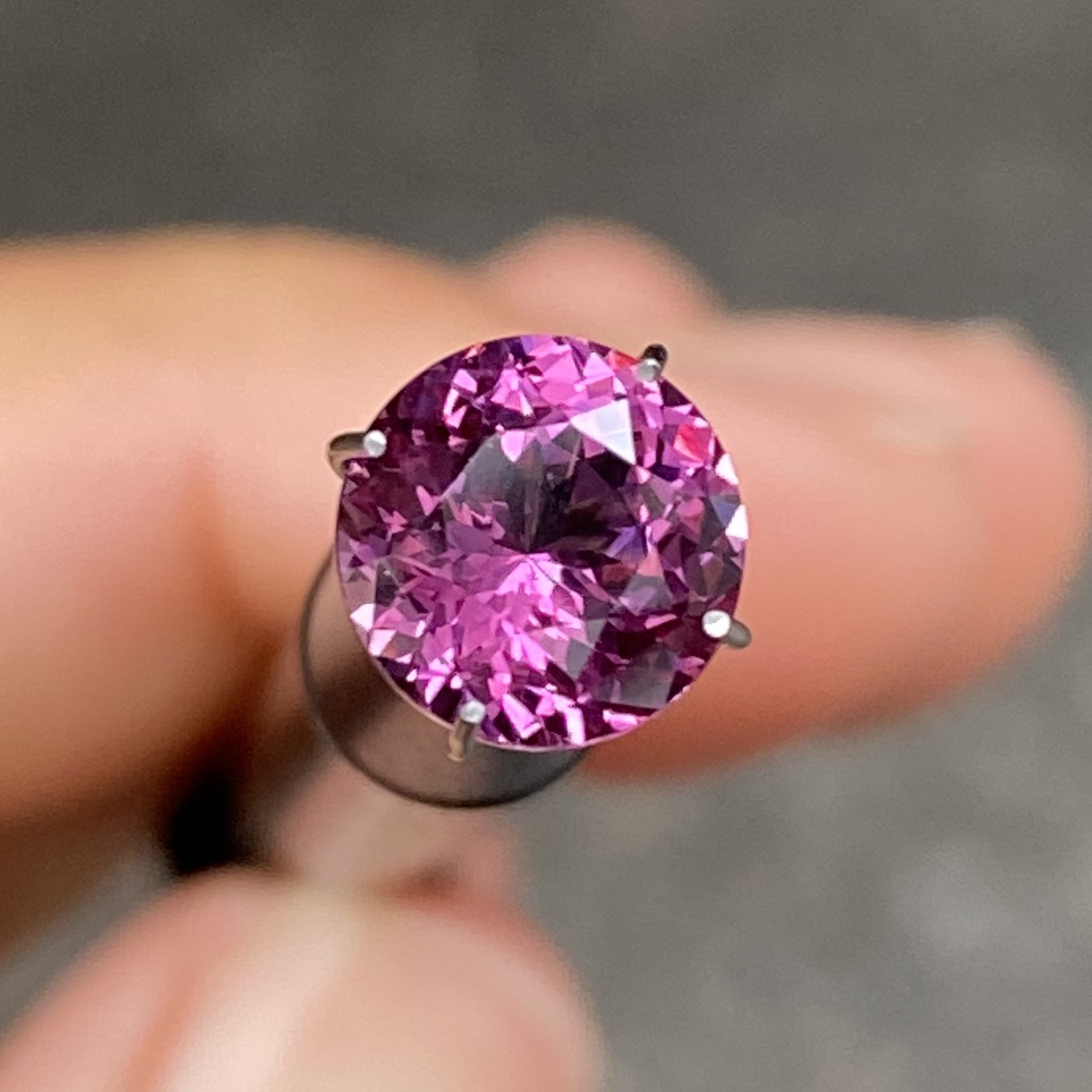
Rhodolite à brillante

## Source

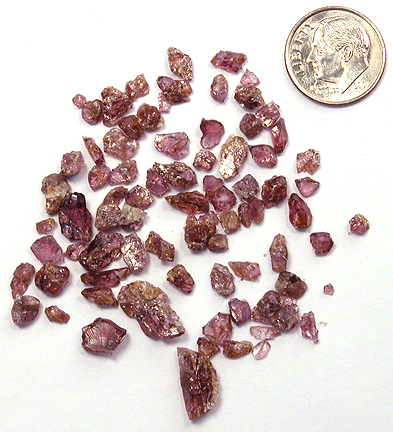
Rhodolites

- Société française de minéralogie. Bulletin de la Société française de minéralogie. Paris : La Société, 1886-1948. (OCLC 5467584)

- (en) Cet article est partiellement ou en totalité issu de l’article de Wikipédia en anglais intitulé « Rhodolite » (voir la liste des auteurs).